# Kaliombo (Kota Kediri)
Kaliombo is een bestuurslaag in het regentschap Kediri van de provincie Oost-Java, Indonesië. Kaliombo telt 7104 inwoners (volkstelling 2010).